# Poko (territoire)
Pour les articles homonymes, voir Poko (homonymie).
Le territoire de Poko est une entité administrative déconcentrée de la province du Bas-Uele en république démocratique du Congo.

## Géographie
Il s'étend au sud-est de la province.

## Commune
Le territoire compte une commune rurale de moins de 80 000 électeurs.
- Poko, (7 conseillers municipaux)

## Secteurs et chefferies
Il est composé de 13 collectivités (11 chefferies et 2 secteurs) :
| Secteur ou Chefferie | Type      |
| -------------------- | --------- |
| Abarambo             | Secteur   |
| Babena               | Chefferie |
| Bakengaie            | Chefferie |
| Gamu                 | Chefferie |
| Kembisa              | Secteur   |
| Kipate               | Chefferie |
| Kumendeni            | Chefferie |
| Mabanga              | Chefferie |
| Madi                 | Chefferie |
| Malele               | Chefferie |
| Ngbaradi             | Chefferie |
| Soronga              | Chefferie |
| Zune                 | Chefferie |